# Svarttjärnen (Bjurholms socken, Ångermanland, 709705-165533)
Svarttjärnen är en sjö i Bjurholms kommun i Ångermanland och ingår i Öreälvens huvudavrinningsområde.